# SMS Leopard
O SMS Leopard foi um cruzador torpedeiro operado pela Marinha Austro-Húngara e a segunda e última embarcação da Classe Panther, depois do SMS Panther. Sua construção começou em janeiro de 1885 nos estaleiros da Armstrong Mitchell e foi lançado ao mar em setembro do mesmo ano, sendo comissionado em março de 1886. Era armado com uma bateria principal composta por dois canhões de 120 milímetros e quatro tubos de torpedo de 356 milímetros, tinha um deslocamento de mais de mil toneladas e conseguia alcançar uma velocidade máxima de dezoito nós.
O Leopard ocupou-se principalmente de exercícios durante sua carreira, mas também passou períodos fora do país, servindo na China e também visitando a Espanha, países do Mediterrâneo e Extremo Oriente durante ocasiões especiais. Participou em 1897 de uma demonstração internacional em Creta durante a Guerra Greco-Turca. Com o início da Primeira Guerra Mundial em 1914, foi designado para funções de defesa litorânea, permanecendo durante o conflito como navio de guarda em Pola.  Depois da derrota austro-húngara, o Leopard foi entregue ao Reino Unido e desmontado.

## Características
O Leopard tinha 73,19 metros de comprimento de fora a fora, com uma boca de 10,39 metros e calado de 4,28 metros. Seu deslocamento carregado era de 1 730 toneladas. O sistema de propulsão consistia em dois motores a vapor compostos verticais de dois cilindros e seis caldeiras cilíndricas a carvão. Durante seus testes marítimos, o navio alcançou uma velocidade de 18,7 nós (34,6 quilômetros por hora) a partir de 6 380 cavalos-vapor (4 690 quilowatts) de potência, ligeiramente mais rápido que seu irmão SMS Panther. Sua tripulação tinha 186 oficias e marinheiros.
O navio era armado com dois canhões Krupp calibre 35 de 120 milímetros instalados em montagens únicas a meia-nau. A bateria secundária tinha quatro canhões de disparo rápido de 47 milímetros e seis canhões revólver de 47 milímetros. Além disso, era equipado com quatro tubos de torpedo de 356 milímetros instalados individualmente: um na proa, um na popa e um em cada lateral. Sua única proteção era um fino convés blindado de doze milímetros de espessura.

## História
O Leopard foi construído no Reino Unido pelos estaleiros da Armstrong Mitchell em Newcastle upon Tyne, Inglaterra. Seu batimento de quilha ocorreu em janeiro de 1885 e seu casco completo foi lançado ao mar em 10 de setembro do mesmo ano, sendo finalizado em 31 de março de 1886. O primeiro comandante da embarcação e sua tripulação chegaram no Reino Unido em 1º de abril para levá-lo a Pola, onde chegou no dia 2 de maio. Foi encaminhado para o Arsenal Naval de Pola logo em seguida para ter seu armamento instalado, incluindo seus tubos de torpedo em 1887.
O navio participou das manobras anuais da frota em 1888 junto com os ironclads SMS Custoza, SMS Kaiser Max, SMS Don Juan d'Austria e SMS Tegetthoff, mais seu irmão Panther e o canhoneira-torpedeira SMS Meteor. No mesmo ano, os dois membros da Classe Panther juntaram-se a uma esquadra que incluía os ironclads Tegetthoff, Custoza, Kaiser Max, Don Juan d'Austria e SMS Prinz Eugen, navegando até a Espanha a fim de representarem a Áustria-Hungria nas cerimônias de abertura da Exposição Universal de Barcelona entre 25 de abril e 2 de maio. Esta foi a maior esquadra que a Marinha Austro-Húngara operou fora do Mar Adriático até então. No caminho de volta, o Leopard, Custoza, Kaiser Max e Prinz Eugen pararam em Malta.
O Leopard foi para Gravosa em 9 de junho de 1888. Ele encalhou em 25 de junho enquanto realizava treinamentos na ilha de Curzola, porém conseguiu se libertar por conta própria dois dias depois. A investigação julgou que o comandante da embarcação era responsável e o condenou a trinta dias de prisão domiciliar. Foi descomissionado em Pola em 4 de julho a fim de passar por reparos dos danos sofridos. O navio passou 1889 e 1890 na reserva, retornando ao serviço ativo com a esquadra principal de 8 de maio de 1891 até 28 de junho. O Leopard voltou para a reserva em 1892, mas serviu com a esquadra ativa de 8 de maio de 1893 a 1º de agosto. Permaneceu na reserva entre 1894 e 1896.
O Leopard foi enviado para a ilha de Creta em fevereiro de 1897 para servir na Esquadra Internacional, uma força multinacional composta por navios da Marinha Austro-Húngara, Marinha Nacional Francesa, Marinha Imperial Alemã, Marinha Real Italiana, Marinha Imperial Russa e Marinha Real Britânica que intervieram em uma revolta grega em Creta contra o domínio otomano. O navio chegou como parte do contingente austro-húngaro, que também tinha o ironclad SMS Kronprinzessin Erzherzogin Stephanie, o cruzador blindado SMS Kaiserin und Königin Maria Theresia, os cruzadores torpedeiros SMS Sebenico e SMS Tiger, três contratorpedeiros e oito barcos torpedeiros, o terceiro maior contingente da Esquadra Internacional depois daqueles do Reino Unido e Itália. A Esquadra Internacional operou na área ao redor de Creta até dezembro de 1898, porém a Áustria-Hungria tinha retirado seus navios no fim de março, tendo ficado insatisfeita pela decisão de criar um Estado de Creta autônomo sob a suserania do Império Otomano.
O cruzador viajou pelo Oceano Pacífico de 1º de outubro de 1900 a 1º de outubro de 1901, visitando a Austrália, Polinésia e vários portos dpelo Sudoeste Asiático. A bordo do Leopard estava um grupo de cadetes navais em um cruzeiro de treinamento, com o navio também tendo levado consigo um memorial até a ilha de Guadalcanal, onde tripulantes da canhoneira SMS Albatross tinham morrido durante sua expedição pelo Pacífico. A embarcação ficou temporariamente designada para a esquadra do Sudoeste Asiático durante este período, estando sob o comando do capitão de mar Anton Haus. O Leopard voltou para a Áustria-Hungria e serviu com a esquadra principal em 1902 e 1903, passando 1904 na reserva, mas retornou para a frota no ano seguinte. Fez outra passagem pelo Sudoeste Asiático entre 1907 e 1909, partindo em 20 de setembro de 1907. Ele visitou vários portos chineses, russos e japoneses, chegando a navegar pelo rio Yangtzé na China. Foi substituído por seu irmão Panther em 13 de abril de 1909, retornando para casa.

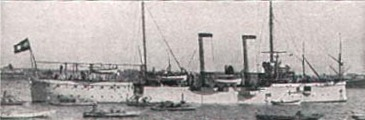
O Leopard c. 1914

O Leopard ficou na reserva de 1910 a 1913. Neste período foi rearmado, tendo a maior parte de seu armamento original removido e substituído por quatro canhões calibre 45 de 66 milímetros e dez canhões de 47 milímetros. Foi reativado em 14 de fevereiro de 1914 para servir à escola de treinamento de torpedos, função que desempenhou até 15 de maio, quando foi descomissionado novamente. A Primeira Guerra Mundial começou em julho do mesmo ano e o cruzador foi reativado para atuar na defesa costeira, sendo designado para a II Divisão de Defesa Costeira. Foi colocado como navio de guarda em Pola, onde permaneceu por toda a duração do conflito. A Áustria-Hungria foi derrotada pelos Aliados em novembro de 1918 e o Leopard foi entregue ao Reino Unido em 1920 como prêmio de guerra sob os termos do Tratado de Saint-Germain-en-Laye, sendo rapidamente vendido para desmontagem na Itália.